# Encephalartos gratus
Encephalartos gratus es una especie de Cycadopsida del género Encephalartos, de la familia Zamiaceae, del orden Cycadales.

## Distribución
Encephalartos gratus se distribuye por Malawi (Mulanje) y Mozambique (Zambézia).

## Taxonomía
Fue descrita científicamente por Prain. Fue publicado por primera vez en Prain. In: Bull. Misc. Inform. Kew 1916: 181. (1916).